# Amphoe Sai Noi
Amphoe Sai Noi (Thai อำเภอ ไทรน้อย, Aussprache: ʔāmpʰɤ̄ː sāj nɔ́ːj) ist ein Landkreis (Amphoe – Verwaltungs-Distrikt) der Provinz Nonthaburi. Die Provinz Nonthaburi liegt in der Mitte der Zentralregion von Thailand. 

## Geographie
Nachbarkreise sind (von Norden im Uhrzeigersinn): Amphoe Lat Bua Luang in der Provinz Ayutthaya, Amphoe Lat Lum Kaeo der Provinz Pathum Thani, die Amphoe Bang Bua Thong und Bang Yai in der Provinz Nonthaburi, sowie die Amphoe Phutthamonthon und Bang Len in der Provinz Nakhon Pathom.

## Geschichte
Das Kreisgebiet wurde ursprünglich vom Kreis Bang Bua Thong aus verwaltet. Am 1. Januar 1948 wurden vier Tambon zum neuen Unterkreis (King Amphoe) Sai Noi zusammengefasst. Am 6. Juni 1956 wurde der Unterkeis zu einem Kreis erhoben.
1971 wurde das Tambon Khun Si aus dem Kreis Bang Len (Nakhon Pathom) dem Kreis Sai Noi zugefügt. 1979 wurde aus dem südlichen Teil des Tambon Rat Niyom der neue Tambon Khlong Khwang; im folgenden Jahr wurde der südliche Teil von Tambon Sai Noi zum neuen Tambon Thawi Watthana erklärt.

## Verwaltung

### Provinzverwaltung
Der Landkreis Sai Noi ist in sieben Tambon („Unterbezirke“ oder „Gemeinden“) eingeteilt, die sich weiter in 68 Muban („Dörfer“) unterteilen.
| Nr. | Name            | Thai        | Muban | Einw.  |
| --- | --------------- | ----------- | ----- | ------ |
| 01. | Sai Noi         | ไทรน้อย      | 11    | 21.465 |
| 02. | Rat Niyom       | ราษฎร์นิยม    | 08    | 06.809 |
| 03. | Nong Phrao Ngai | หนองเพรางาย | 12    | 07.244 |
| 04. | Sai Yai         | ไทรใหญ่      | 11    | 06.416 |
| 05. | Khun Si         | ขุนศรี        | 08    | 04.895 |
| 06. | Khlong Khwang   | คลองขวาง    | 10    | 05.886 |
| 07. | Thawi Watthana  | ทวีวัฒนา      | 08    | 07.607 |

### Lokalverwaltung
Es gibt eine Kommune mit „Kleinstadt“-Status (Thesaban Tambon) im Landkreis:
- Sai Noi (Thai: เทศบาลตำบลไทรน้อย) bestehend aus den Teilen der Tambon Sai Noi, Khlong Khwang.

Außerdem gibt es sieben „Tambon-Verwaltungsorganisationen“ (องค์การบริหารส่วนตำบล – Tambon Administrative Organizations, TAO)
- Sai Noi (Thai: องค์การบริหารส่วนตำบลไทรน้อย) bestehend aus Teilen des Tambon Sai Noi.
- Rat Niyom (Thai: องค์การบริหารส่วนตำบลราษฎร์นิยม) bestehend aus dem kompletten Tambon Rat Niyom.
- Nong Phrao Ngai (Thai: องค์การบริหารส่วนตำบลหนองเพรางาย) bestehend aus dem kompletten Tambon Nong Phrao Ngai.
- Sai Yai (Thai: องค์การบริหารส่วนตำบลไทรใหญ่) bestehend aus dem kompletten Tambon Sai Yai.
- Khun Si (Thai: องค์การบริหารส่วนตำบลขุนศรี) bestehend aus dem kompletten Tambon Khun Si.
- Khlong Khwang (Thai: องค์การบริหารส่วนตำบลคลองขวาง) bestehend aus Teilen des Tambon Khlong Khwang.
- Thawi Watthana (Thai: องค์การบริหารส่วนตำบลทวีวัฒนา) bestehend aus dem kompletten Tambon Thawi Watthana.